# Álvaro Aparicio
Álvaro Aparicio Fernández (ur. 29 września 1977 w Madrycie) – hiszpański futsalista, zawodnik z pola, gracz Inter Movistar i reprezentacji Hiszpanii.

## Sukcesy

### Klubowe
- Mistrzostwo Hiszpanii (4): 2005/2006, 2006/2007, 2008/2009, 2009/2010
- Puchar Hiszpanii (2): 2008, 2009
- Superpuchar Hiszpanii (4): 2000, 2006, 2010, 2011

### Reprezentacyjne
- Mistrzostwo Europy (2): 2007, 2010